# Gilles Rampillon
Pour les articles homonymes, voir Rampillon (homonymie).
Gilles Rampillon est un footballeur français né le 28 juillet 1953 aux Aubiers (Deux-Sèvres). Joueur emblématique du FC Nantes, il évoluait au poste de milieu de terrain ou d'attaquant. Son frère, Patrick Rampillon, a joué pour l'AS Saint-Etienne et le Stade rennais UC.

## Biographie
Gilles Rampillon est formé au FC Bressuire.
Il rejoint en 1970 le FC Nantes, pour qui il commence à jouer en équipe première un an plus tard. Avec ce club, en 12 saisons, il dispute 346 matchs en Division 1, inscrivant 93 buts. Il joue également 26 matchs en coupe d'Europe.
Il termine sa carrière à l'AS Cannes, où il joue 96 matchs et inscrit 27 buts en Division 2.
Gilles Rampillon est sacré à trois reprises champion de France avec les canaris. Il remporte par ailleurs une coupe de France avec l'équipe nantaise.
Il est sélectionné à trois reprises en équipe de France, inscrivant un but. Sa 1re sélection a lieu le 27 mars 1976 lors d'un match amical face à la Tchécoslovaquie.
Après sa carrière de joueur, il devient directeur du centre de formation de l'AS Cannes. C'est là qu'il découvre et forme Zinédine Zidane à partir de 1987. 
Il est ensuite chef de projet événements et communication (direction enfance jeunesse) à la ville de Nantes.

## Carrière
- 1970-1982 :  FC Nantes
- 1982-1985 :  AS Cannes[2]

## Palmarès

### En club
- Champion de France en 1973, 1977 et 1980 avec le FC Nantes
- Vainqueur de la Coupe de France en 1979 avec le FC Nantes
- Vice-champion de France en 1974, 1979 et en 1981 avec le FC Nantes
- Finaliste de la Coupe de France en 1973 avec le FC Nantes

### EnÉquipe de France
- 3 sélections et 1 but entre 1976 et 1980[3]

## Statistiques

### Buts internationaux
| #   | Date             | Lieu                            | Adversaire      | Résultat | Compétition             | Détails | Détails        | Détails | Sél. |
| --- | ---------------- | ------------------------------- | --------------- | -------- | ----------------------- | ------- | -------------- | ------- | ---- |
| 1er | 17 novembre 1979 | Parc des Princes, Paris, France | Tchécoslovaquie | V 2 - 1  | Éliminatoires Euro 1980 | 76e     | du pied gauche | 2-0     | 2e   |

### Matchs internationaux
| Matchs internationaux de Gilles Rampillon | Matchs internationaux de Gilles Rampillon | Matchs internationaux de Gilles Rampillon | Matchs internationaux de Gilles Rampillon | Matchs internationaux de Gilles Rampillon | Matchs internationaux de Gilles Rampillon | Matchs internationaux de Gilles Rampillon                      |
| #                                         | Date                                      | Lieu                                      | Adversaire                                | Résultat                                  | Compétition                               | Notes                                                          |
| ----------------------------------------- | ----------------------------------------- | ----------------------------------------- | ----------------------------------------- | ----------------------------------------- | ----------------------------------------- | -------------------------------------------------------------- |
| 1                                         | 27 mars 1976                              | Parc des Princes, Paris, France           | Tchécoslovaquie                           | N 2 - 2                                   | Match amical                              | Titulaire, remplacé par Roger Jouve à la 65e minute.           |
| 2                                         | 17 novembre 1979                          | Parc des Princes, Paris, France           | Tchécoslovaquie                           | V 2 - 1                                   | Éliminatoires Euro 1980                   | Titulaire et buteur.                                           |
| 3                                         | 26 mars 1980                              | Parc des Princes, Paris, France           | Pays-Bas                                  | N 0 - 0                                   | Match amical                              | Entre en jeu à la place de Dominique Bathenay à la 64e minute. |